# Sunil Gangopadhyay
 (juillet 2025).
Si vous disposez d'ouvrages ou d'articles de référence ou si vous connaissez des sites web de qualité traitant du thème abordé ici, merci de compléter l'article en donnant les références utiles à sa vérifiabilité et en les liant à la section « Notes et références ».
Sunil Gangopadhyay (en bengali : সুনীল গঙ্গোপাধ্যায়), né le 7 septembre 1934 dans le district de Faridpur (aujourd'hui au Bangladesh) et mort le 23 octobre 2012 à Calcutta (Inde), est un écrivain bengali.

## Biographie
Sunil Gangopadhyay naît dans une famille hindoue bengalie à Madaripur (en), ville aujourd'hui située au Bangladesh. Très jeune, il déménage à Calcutta depuis sa ville natale, qui devient une partie du Pakistan oriental après la partition des Indes en 1947. Il étudie au Surendranath College, au Dum Dum Motijheel College et au City College de Calcutta — tous affiliés à l'Université de Calcutta et obtient une maîtrise en bengali de cette université. Sunil Gangopadhyay obtient un baccalauréat en sciences économiques en 1954. Pendant de nombreuses années il est connecté avec la maison d'édition Ananda Bazar groupe, et il est vice-président de la "Sahitya Akademi".
En tant qu'auteur, il a publié de nombreux ouvrages dans divers genres littéraires, mais sa préférence fait partie de la poésie lyrique. Gangopadhyay est rédacteur en chef du magazine de poésie Krittibas.
Gangopadhyay est également connu pour sa prose. Plusieurs de ses œuvres ont également été adaptées au cinéma : Des jours et des nuits dans la forêt (Aranyer Din Ratri) et L'Adversaire (Pratidwandi) par Satyajit Ray, ainsi que Dekha (2001), Abar Aranya (2003) et Moner Manush (en) (2010) par Goutam Ghose.   
Son roman historique Sei Somoy obtient en 1985 le prix indien "Sahitya Akademi", et a été pendant de nombreuses années après sa sortie un best-seller. D'autres prix sont le Puraskar Bankim en 1982 et deux fois le Puraskar Ananda.
Il épouse Swati Banerjee le 26 février 1967. Leur fils unique, Souvik, naît le 20 novembre 1967 et réside à Boston.
Gangopadhyay a écrit des récits de voyage, des livres pour enfants, des nouvelles et des essais sous les pseudonymes de Nil Lohit, Sanatan Pathak et Upadhyay Nil.